# .apple
apple. هو نطاق المستوى الأعلى للعلامة التجارية المستخدم في نظام أسماء النطاقات. تم إنشاؤه في عام 2015، ويتم تشغيله من قبل شركة أبل.